# Новодобрянка
Новодобрянка (укр. Новодобрянка) — село в Добровеличковской поселковой общине Новоукраинского района Кировоградской области Украины.
До 2020 года входило в Добровеличковский район
Население по переписи 2001 года составляло 147 человек. Почтовый индекс — 27021. Телефонный код — 5253. Занимает площадь 0,506 км². Код КОАТУУ — 3521786302.